# Corythopis
A Corythopis a madarak (Aves) osztályának verébalakúak (Passeriformes) rendjébe és a királygébicsfélék (Tyrannidae) családjába tartozó nem.

## Rendszerezés
A nemzetségen belül a legközelebbi rokonai a Pseudotriccus nembe tartoznak.
A nembe az alábbi 2 faj tartozik:
- Corythopis delalandi
- Corythopis torquatus vagy Corythopis torquata